# ラ語
ラ語（チベット文字：ལ་ཁ་; ワイリー方式：la kha）は、シナ・チベット語族チベット・ビルマ語派に属する言語である。ツァン語、ラカ、ツァンカとも呼ばれる。一方で、ラカ語、ツァンカ語と呼ばれることもあるが、ゾンカ語同様に「カ」は「言語」をあらわす。ラ語の「ラ」とは「峠」という意味である。ブータン中部のワンデュ・ポダン県、トンサ県で話されている。またヤクの牧畜の共同体の子孫により話されている。

ブータンの言語分布